# Бермехо
Бермехо (шп. Río Bermejo) је река у Јужној Америци у региону Гран Чако. Извире на Андима у планинском венцу Сијера де Санта Викторија у јужном делу Боливије. Дугачак је 1.060 km и највећим делом тече кроз Аргентину у правцу југоистока. Прима неколико притока међу којима су Липео и Сан Франсиско. Након извора река формира мочвару и из ње истичу два тока, јужни познат под имено Стари Бермехо или Бермехито и северни познат као Теуко. У доњем делу тока пре ушћа ове две реке се спајају у јединствени Бермехо, који се улива у Парагвај.